# Placebo (band)
 For alternative betydninger, se Placebo (flertydig). (Se også artikler, som begynder med Placebo)
Placebo er et engelsk rockband dannet i 1994. De red på den britiske britpop-bølge sammen med andre britiske bands som Blur og Oasis.
Placebo blev dannet i London i 1994 af skotsk-amerikaneren Brian Molko og svenskeren Stefan Olsdal. De hyrede senere Steve Hewitt som trommeslager, der delte de to andres fascination af grupper som Sonic Youth, Pixies, David Bowie og Nirvana.
I 1996 udsendte gruppen det selvfinancerede album 'Placebo', der med singlerne 'Nancy Boy' og 'Bruise Pristine' indeholdt to mindre hit. Teksternes kredsen omkring Molko's (bi)seksualitet gjorde Placebo til 'the talk of the town' i England, der i Molko's mascara-indsmurte ansigt så et nyt stort androgynt stjerneskud.
Med 'Without You I'm Nothing' blev Placebo et verdensnavn. Singlen 'Pure Morning' blev et MTV-hit, men mest af alt var det gruppens samarbejde med idolet David Bowie på singlen 'Without You I'm Nothing', der spredte gruppens navn til det brede publikum.
'Black Market Music' fra 2000 forlængede rækken af anmelderroste albums fra Placebo. På albummet var de tidligere teksters fascination af seksualiteten blevet afløst af et mere politisk udtryk, der også lod sig afspejle på gruppens guitarlyd, der her var mere aggressivt og vredt end tidligere.
I 2003 udgav Placebo 'Sleeping With Ghosts', hvor gruppen fik hjælp fra produceren Jim Abiss. Det gav Placebo's elektrificerede guitarer en ny dimension og resulterede i gruppens måske bedste album.
Bandet påbegyndte 13. oktober 2016 sin 20 års jubilæums tour, "20 Years Of Placebo Tour", på Train i Aarhus, Danmark. Koncerten blev brat afbrudt efter to sange, efter en mindre samtale på scenen mellem forsanger, Brian Molko, og guitarist, Stefan Olsdal. Brian satte sig på scenen og informerede publikum om hans sygdomsramte fod, hvorefter han blev ført væk fra scenen. Efterfølgende blev koncerten aflyst til publikums store utilfredshed .

## Diskografi
Bandet har udgivet følgende studiealbums:
- Placebo (1996)
- Without You I'm Nothing (1998)
- Black Market Music (2000)
- Sleeping With Ghosts (2003)
- Once More With Feeling (2004)
- Meds (2006)
- Covers (2007)
- Battle for the Sun (2009)
- Loud Like Love (2013)
- Never Let Me Go (2022)